# Cascinette d'Ivrea
Cascinette d'Ivrea är en ort och kommun i storstadsregionen Turin, innan 2015 provinsen Turin, i regionen Piemonte, Italien. Kommunen hade 1 531 invånare (2017).